# Kasteel Kijckuit

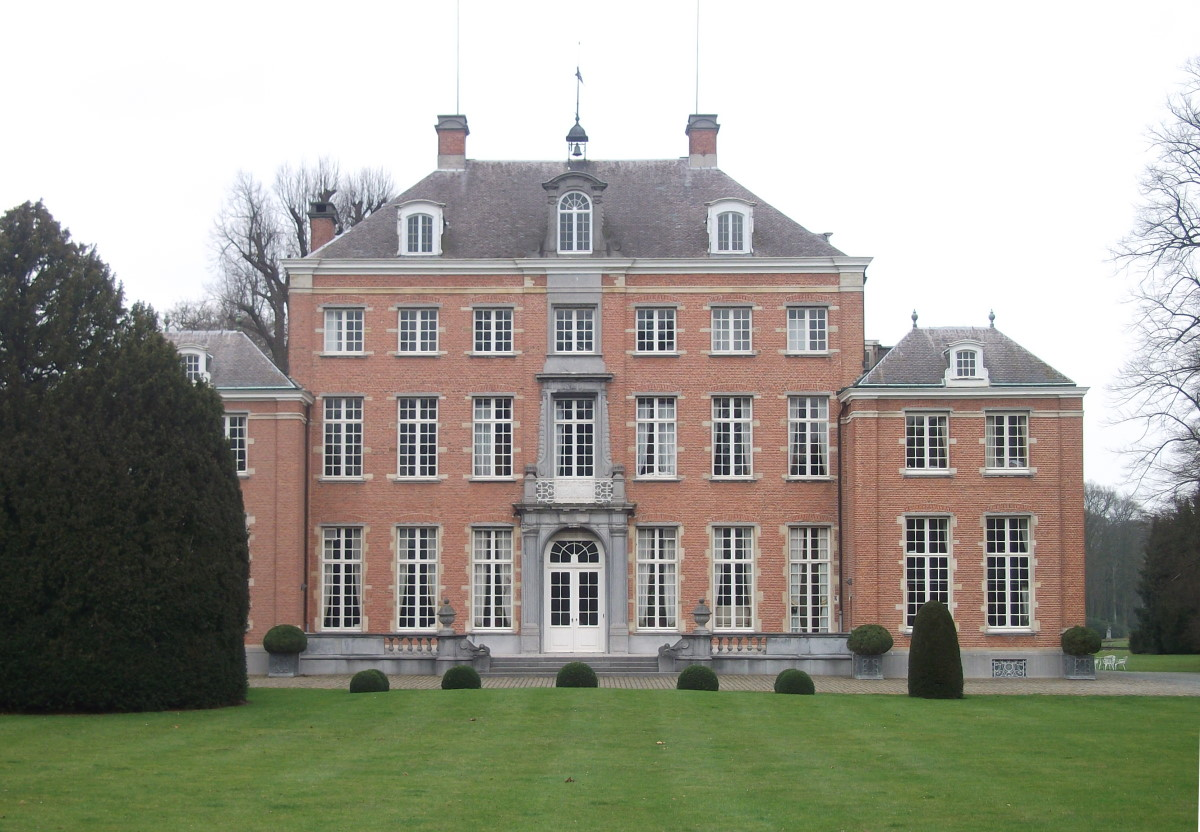
Kasteel Kijckuit

Kasteel Kijckuit is een kasteel in de Antwerpse plaats Wijnegem, gelegen aan de Broekstraat 11-15 en 15A.

## Geschiedenis
In de 17e eeuw zou hier een hof van plaisantie (buitenhuis) hebben gestaan. In 1769 kwam het in bezit van de familie Van Havre en in 1770 werd het huidige kasteel gebouwd in classicistische stijl.
Begin 19e eeuw werden vermoedelijk de zijvleugels aangebouwd en ook het park, met de vijvers, werd toen aangelegd. Na 1910 werden de zijvleugels nog verbouwd.

## Gebouw
Het is een kasteel op rechthoekige plattegrond met twee korte zijvleugels, gelegen op een omgracht terrein. De grachten worden gevoed door het Klein Schijn die langs het domein loopt. De middentravee van het hoofdgebouw is in Lodewijk XVI-stijl. Er zijn salons in neo-empire, neobarok en neorenaissancestijl.
Er is een ijskelder en er zijn enkele 18e-eeuwse woningen en dienstgebouwen.